# 杰克逊·肖尔茨
杰克逊·沃尔尼·肖尔茨（英語：Jackson Volney Scholz，1897年3月15日—1986年10月26日），美国男子短跑运动员。他曾获得1920年夏季奥运会田径比赛男子4×100米接力金牌，1924年夏季奥运会田径比赛男子200米金牌和100米银牌。